# فال هاريس
فال هاريس (بالإنجليزية: Val Harris)‏ هو مدرب كرة قدم ولاعب كرة قدم أيرلندي، (ولد في Ringsend ‏ في جمهورية أيرلندا 1884 – 1963 م). شارك مع منتخب أيرلندا لكرة القدم. أما مع النوادي، فقد لعب مع نادي إيفرتون ونادي شيلبورن ووست بروميتش ألبيون.